# Markus Höttinger
Markus Höttinger, född den 28 maj 1956 i Österrike, död den 13 april 1980 i Hockenheim, Tyskland, var en österrikisk racerförare.

## Racingkarriär
Höttinger var en relativt okänd förare, som dödskraschade i ett formel 2-race på Hockenheim 1980. Han fick ett hjul ifrån Derek Warwicks bil i huvudet och avled omedelbart, vartefter tävlingen rödflaggades. Markus Höttinger blev 23 år.